# (175) Андромаха
(175) Андромаха (др.-греч. Ἀνδρομάχη) — довольно большой и очень тёмный астероид главного пояса, который принадлежит к спектральному классу C. Он был открыт 1 октября 1877 года американским астрономом Джеймсом Крейгом Уотсоном в Анн-Арборе, США и назван в честь супруги Гектора — предводителя троянского войска в войне с греками.

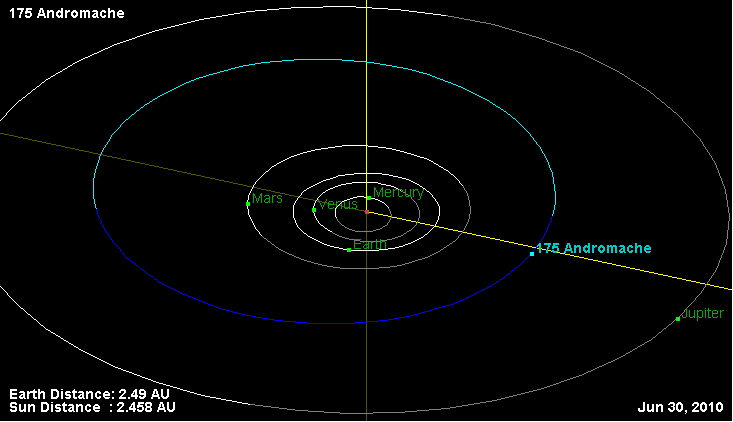
Орбита астероида Андромаха и его положение в Солнечной системе